# Bellezze a Capri
Bellezze a Capri è un film del 1951 diretto da Adelchi Bianchi.